# 巴威·翁素万
巴威·翁素万上将（国际音标：[prà.wít wōŋ.sù.wān]，1945年8月11日—），曾任泰国副总理、泰国国防部长、国家维持和平秩序委员会副主席。
2004年至2006年，出任泰國皇家陸軍司令。2008年至2011年，出任国防部长一职。2022年8月24日因時任總理巴育·占奥差遭泰国宪法法院暫停職務，使其以副總理身份成為代理總理，直至巴育·占奥差有關其任期的訴訟有結果為止；同年9月30日，泰國憲法法院裁定巴育並未超過總理法定任職8年的最長期限，巴育恢復擔任總理，至此巴威結束代理總理的職務。

## 个人简历
巴威·翁素万的父親是巴色·翁素万（ปราเสริฐ วงษ์สุวรรณ，Prasert Wongsuwan）將軍。
他有四個弟弟：參議員西薩瓦·翁素万海軍上將、警察總長帕差拉萬·翁素萬（現任泰國副總理、前泰国皇家警察總長）、前足球教練龐潘·翁素万和潘邦·翁素万。

## 反贪污调查
副總理兼國防部長巴威·翁素万被曝光共有24支百萬起跳的名錶，由於都未申報在他的名下財產內，不禁讓人起疑。
關於這個「名錶門」，巴威受訪時首次提出澄清，稱陸續在媒體出現的24支名錶均非自己的財物，而是朋友的。

## 个人生活
巴威·翁素万上将目前是单身，他喜欢在闲暇时间慢跑和打高爾夫球。

### 学历
- 1965年 泰国军事力量学院预科学校（Armed Forces Academies Preparatory School）[8]

- 1969年 朱拉隆功皇家军事学院（英语：Chulachomklao Royal Military Academy）

- 1978年 泰国指挥参谋学院（Command and General Staff College）

- 1997年 泰国国防学院（英语：National Defence College of Thailand）

## 军职变动
- 1996年 第二步兵师王后卫队 指挥官[8]

- 1998年 第一军团 指挥官

- 2002年 第一军区 指挥官

- 2004年 泰国皇家陆军 司令

- 独立事务组委员会 主席

## 授勋奖章
- 1997年 最崇高白象勋章大十字骑士章（一等）[8]

- 2004年 最崇高白象勋章大绶骑士章（特等）

- 2005年 最杰出朱拉隆功勋章大同袍章（三等最高级）

## 争议言论
2018年，泰国布吉7月5日有两艘合计载有超过100名中国人游客的观光船翻沉，造成47名中国游客死亡。巴逸事后称出事旅行团属非法的“零元团”，引起舆论争议。他随后就其言论致歉，“如果我说错了什么话那对不起”。巴逸16日再一次就其不当言论致歉，表示泰国永远欢迎中国游客，又强调自己也有华人血统，向来尊重华人。